# Церква Успення Пресвятої Богородиці (Турка)
Церква Успення Пресвятої Богородиці — чинна дерев'яна церква Православної церкви України у місті Турка Львівської області; старовинна бойківська дерев'яна церква, пам'ятка архітектури національного значення.

## Історія
Збудована у 1750 році (за даними інвентарі 1820 року — у 1738 році) коштом Стефана Турецького. За даними дослідника Юрія Гайди — збудована на кошти власника Горішньої Турки Домініка Блажівського та місцевої громади. За переказами старожилів, на місці храму раніше стояла велика церква, яку нібито допомагали будувати запорізькі козаки, йдучи в 1648 році на Закарпаття. Її будівництво велося на кошти Стефана Турецького і місцевої громади і завершилося в 1660 році.

## Опис
Церква дерев'яна, тризрубна, триверха, належить до найархаїчнішого та найдосконалішого бойківського типу з елементами готики. Збудована зі смерекового дерева. До нашого часу дійшла практично без змін, лише вертикальна шалівка з XIX ст. закрила аркову галерею емпори, а бляха — ґонти даху. Пірамідальні наметові верхи церкви мають над навою два заломи. Над вівтарем і бабинцем — по одному. Вежі зачаровують витонченістю контурів і є справжнім мистецьким витвором невідомих умільців. Всі три вежі увінчані барочними голівками зі хрестами. Церква має горизонтальне опоясання, яке спирається на унікально профільовані консолі. Знавці живопису високо оцінюють ікони та чотириярусний іконостас, виконаний у стилі українського бароко. На кіоті зберігся напис:
| «Сию гробницю даль изобрести раб божий Василь Прокопів со женою своєй Марією за здоров'є и спасениє року божого 150, месяца июля, дня 17» |
Стояла зачиненою з 1961 по 1989 р. Сьогодні використовується православною громадою ПЦУ.

## Про церкву
- Кармазин-Каковський Всеволод: «В цій пам'ятці архітектури перебувають у певній рівновазі та гармонії ті тенденції, які мають поземний характер, з тими, які поривають думки і почуття в гору, до Бога».